# پرمیا د مار
پرمیا د مار (به اسپانیایی: Premià de Mar) یک شهرستان در اسپانیا است که در بارسلون واقع شده‌است.

## خصوصیات
پرمیا د مار ۱٫۹۷ کیلومترمربع مساحت و ۲۷٬۵۹۰ نفر جمعیت دارد و ۸ متر بالاتر از سطح دریا واقع شده‌است.